# Cesar Sušun
Cesar Sušun (崇峻天皇 Sušun-teno, umrl 592) je 32. japonski cesar v skladu s tradicionalnim dednim nasledstvom. Vladal je med leti 587 in 592.

## Tradicionalna zgodba
Pred zasedbo krizantemskga prestola je bilo njegovo osebno ime (imina)  Hacusebe-šino, znan pa je bil tudi kot Hacusebe no Vaka-sazaki.
Njegovo ime ob rojstvu je bilo Hacusebe no Miko (長谷部皇子). Bil je 12. sin cesarja Kinmeia. Njegova mama je bila Oane-no-kimi (小姉君), hčerka Soga no Inameia, ki je bil poglavar (O-omi) klana Soga.
Leta 587 je nasledil polbrata, cesarja Jomeia, in živel v palači Kurahaši v provinci Jamato.
- 587: V 2. letu vladavine (用明天皇2年) umre cesar Jomei. Kljub bitki za nasledstvo (senso) prejme le-tega drug Kinmeiev sin, Jomeiev mlajši brat. Kmalu zatem je sedel na prestol kot cesar Sušun.[8]

Njegov dejanski naziv je bil verjetno Sumeramikoto ali Amenošita Širošimesu Okimi (治天下大王, "veliki kralj, ki vlada pod nebesi"), saj se naziv teno pojavi šele v času cesarja Tenmuja in cesarice Džito. Lahko da so ga nazivali z Jamato Okimi (ヤマト大王/大君, "veliki kralj Jamata").
Na prestol je prišel s podporo klana Soga in cesarice Suiko, svoje polsestre in vdove po cesarju Bidacuju. Sprva se je klan Mononobe spajdašil s princem Anahobeiem (tudi Kinmeiev sin), rivalom za prestol. Soga no Umako je v bitki pri Šigisanu ubil Mononobe no Morija, vodjo klana Mononobe, kar je vodilo v njihov zaton. Umako je nato nastavil cesarja Sušuna na prestol.
Sčasoma je začel cesar zavračati Umakujevo moč in si ga je želel znebiti. Nekega dne naj bi videl divjega prašiča in izjavil, da ga želi ubiti, kot bo ubil Soga no Umaka. Ta naj bi iz strahu leta 592 najel morilca Jamato no Aia no Ataikoma (東漢直駒).
Cesar je vladal pet let do smrti leta 592. Dejansko mesto Sušunovega gorba je znano. Tradicionalno ga častijo v spominskem šintoističnem svetišču (misasagi) v Nari. Cesarska hiša je posvetila to lokacijo kot njegov mavzolej. Uradno se imenuje Kurahaši no oka no e no misasagi.

## Rodoslovje
Cesar Sušun je imel eno cesarico in dva cesarska otroka.
- Cesarica: Otomo no Koteko,[11] tudi Otehime[12]
  - Cesarski princ Hačiko
  - Cesarska princesa Nišikite
- Družica: Kahakami no Iracume, hčerka Soga no Umaka
- Žena: Fucuhime, mlajša sestra Mononobe no Morija
- Mati neznana
  - Sadaio no Šino